# 하이바라정 (시즈오카현)
하이바라정(榛原町)은 시즈오카현 하이바라군 남부에 있던 정이다. 2005년 10월 11일에 사가라정과 합병해 마키노하라시가 되었다.

## 지리
시즈오카현의 엔슈 동부에 위치해 스루가 만에 접해 있었다. 행정상의 구분은 시즈오카현 중부 지방에 편입되는 경우가 많다. 사카구치다니가와, 가쓰마다 강이 남류한다.

## 역사
- 1955년 - 가와사키정, 가쓰마다 촌, 사카베 촌이 합병해 하이바라 정이 탄생하였다.

## 교통

### 도로
- 도메이 고속도로
- 국도 제150호선